# 謝勳
謝勳（15世紀—16世紀），號新田，廣東潮州府程鄉縣人，明朝政治人物。

## 生平
謝勳個性好學，嘉靖四年（1525年）由督學林希元提拔，十六年（1537年）丁酉科廣東鄉試舉人，二十年（1541年）及二十三年（1544年）會試兩次中副榜，授桂平知縣，改任德安知縣，桂平思念他，建名宦祠紀念，辭官回鄉後把俸金供養父親並分給弟弟，居家以「敬恕」二字為旨，舉人徐鏗和他友好，為他寫下行實，自謙稱不及謝勳五分之一。

## 引用
1. 1 2  光緒《嘉應州志·卷二十三·人物》：謝勳，號新田，質美好學，年十四首拔童子試，嘉靖四年督學次崖林公於諸生中拔勳，屢試第一，以麟經應丁酉科首薦，兩副辛丑甲辰會榜，除桂平縣令，復遷德安令，桂人思之，祠祀名宦，俸金俱奉父分諸弟，居家惟佩敬恕二字，幼林徐公與友善，為之紀行實，自遜不及勳者五。 王志、文志